# György Pálfi
György Pálfi (nascut l'11 d'abril de 1974 a Budapest, Hongria) és un cineasta hongarès. La seva pel·lícula Taxidermia es va projectar a la secció Un Certain Regard al 59è Festival Internacional de Cinema de Canes.
Les pel·lícules de Pálfi han rebut nombrosos premis i nominacions. Als 15ns Premis del Cinema Europeu de 2002, va guanyar el premi European Discovery/Fassbinder per la seva pel·lícula debut Hukkle. Al Festival de Cinema Les Arcs de 2014, Pálfi va guanyar el primer Premi Internacional ARTE anual al millor projecte en desenvolupament, La veu, sobre un fill que buscava el seu pare, un científic que va desaparèixer fa 30 anys.
Dues de les pel·lícules de Pálfi han estat representant Hongria a l'Oscar a la millor pel·lícula en llengua estrangera: Hukkle i Taxidermia.
Va ser un participant del TorinoFilmLab Script&Pitch amb el seu projecte The Voice.
Perpetuity, la seva darrera pel·lícula va estar a la selecció oficial del Festival de Cinema Nits Negres de Tallinn de 2021.

## Filmografia

### Llargmetratges
- Hukkle (2002)
- Taxidermia (2006)
- Nem vagyok a barátod / I Am Not Your Friend (2009)
- Final Cut: Hölgyeim és uraim (2012)
- Szabadesés (2014)
- His Master's Voice (2018)[5]
- Mindörökké (2021)

### Curtmetratges
- A hal (1997)
- Jött egy busz... (2003) segment "Táltosember"
- Nem leszek a barátod (curt documental, 2009)
- Magyarország 2011 / Hungary 2011 (2011) segment

### Sèries de televisió
- Valaki kopog (2000) 1 episodi
- Született lúzer (2008) 2 episodis